# Węgrzynowice
Węgrzynowice [vɛŋɡʐɨnɔˈvit͡sɛ] es una localidad en el distrito administrativo de Gmina Budziszewice, en el condado de Tomaszów Mazowiecki, Voivodato de Łódź, en la Polonia central. Se encuentra aproximadamente a 4 km al noreste de Budziszewice, a 21 km al norte de Tomaszów Mazowiecki, y a 36 km al este de la capital regional Lodz.
Węgrzynowice es famoso como lugar de nacimiento del soldado szlachta y escritor del siglo XVIII Jan Chryzostom Pasek, de quien se dice que escribió sus memorias allí. El lugar donde estuvo su casa de madera en el siglo XVII es hoy un parque rodeado de un romántico lago.